# Список персонажей аниме «Кровь+»
В данной статье представлен список персонажей аниме-сериала «Кровь+».

## Главные

### Сая
Главная героиня аниме.

### Хадзи
- Возраст: не старше 154 лет (~150)
- Сэйю — Кацуюки Кониси
Наоми Синдо — юный Хадзи

Хадзи (яп. ハジ Haji) — первый Шевалье (Chevalier — рыцарь) Сайи, его основная задача, а также смысл существования — защищать Сайю и исполнять её желания. Кроме того, как Шевалье Сайи, он играет ключевую роль в процессе её пробуждения после каждого периода 30-летнего сна. Правая рука Хадзи имеет более длинные пальцы и когти и напоминает руку Рукокрыла, во всём остальном он выглядит как обычный человек. В битве Хадзи использует свою руку как оружие, а в обычное время вынужден скрывать её бинтами. В качестве дополнительного оружия он использует кинжалы, а также футляр от виолончели, служащий ему одновременно и щитом, и тупым орудием.
Хадзи появился в поместье после 1863 года (предположительно в 1870-е) в возрасте 12 лет. Он происходит из цыганского табора, и по его собственным словам, был куплен для увеселения Сайи. Позднее выясняется, что Аншель купил его за кусок хлеба. Изначально предполагалось, что Хадзи станет другом и спутником Сайи, и в конечном итоге, её «женихом», с которым они могли бы создать потомство. Прежде чем Сайя и Хадзи нашли общий язык и сблизились, Хадзи чувствовал боль и одиночество, поскольку его положение ущемляло его гордость.
Хадзи прожил в особняке несколько лет, и за всё это время Сайя совсем не изменилась, внешне оставаясь 16-летней девушкой. Именно Хадзи задал Джоелу вопрос об особенностях Сайи, так что в конечном итоге эта информация заставила саму Сайю задуматься о своем происхождении.
Сайя учила Хадзи фехтованию и игре на виолончели, и в последнем занятии он вскоре её превзошёл. Впоследствии отличительной чертой Хадзи будет чёрный футляр для виолончели, в котором он также носит катану Сайи.
В 1883 году во время трагических событий в поместье Хадзи становится Шевалье Сайи, выпив её крови. С этого момента он становится верным спутником Сайи в её миссии, хотя очевидно был чрезвычайно ей предан и будучи человеком.
Как Шевалье, Хадзи не нуждается в еде или сне, и, в отличие от Сайи, период его активности не ограничен временными рамками. Всё время, пока его «королева» спит, Хадзи бодрствует, чтобы охранять и защищать её. Поскольку Хадзи тоже Хироптер, то есть вампир, чтобы поддерживать силы и восстанавливаться после тяжелых ранений, ему необходимо пить кровь. Однако, в день, когда они с Сайей покинули Зоопарк и отправились на поиски Дивы, Хадзи воспользовался своей силой Шевалье, чтобы защитить Сайю от людей, желавших захватить её. Увидев страх в её глазах, Хадзи принимает решение никогда больше не использовать эту силу, чтобы оставаться в её глазах тем же человеком, которого она знала. Он нарушает это обещание лишь когда под угрозой оказывается жизнь Сайи: Сайя теряет сознание и падает с открытого балкона небоскреба. Чтобы спасти её, Хадзи частично трансформируется, выпуская крылья, и опускает Сайю на землю. Впоследствии во время сражения с Аншелем (Серия 49) Хадзи опять предстает в этой форме. Подобно Аншелю и Соломону, Хадзи — крылатый Шевалье, однако, в отличие от них, он никогда не предстает в полностью трансформированной форме, хотя это снижает его возможности, мешая сражаться в полную силу.
Хадзи молчалив и сдержан, почтительно держится как с союзниками, так и с врагами, использует в речи много префиксов вежливости. Он редко высказывает свое мнение, говоря, что лишь исполняет желания Сайи. В начале истории Хадзи предстает мрачным и молчаливым персонажем, однако, позднее выясняется, что он не всегда был таким. В период жизни в особняке и позднее во время путешествий по свету, Хадзи был более открытым и разговорчивым. В частности в серии про путешествие Сайи и Хадзи в России во время революции (Серия 17). Отчасти подобная перемена в его образе объясняется травмой, которую он пережил во Вьетнаме. Тогда Сайя, впав в слепое бешенство, едва не убила его и отрубила ему кисть правой руки. Потрясенный тем, что Сайя его не узнала, после этого события Хадзи надолго исчез из поля зрения Красного Щита и появился лишь после пробуждения Сайи в 2004 году в Серии 1. Эта психологическая травма также является возможной причиной, по которой Хадзи не может вернуть своей руке прежний человеческий облик.
Несмотря на свой долг Шевалье, обещание исполнить желание Сайи и убить её, в действительности Хадзи любит Сайю и хочет, чтобы она продолжала жить. После финальной схватки с Аншелем, Хадзи оказывается погребен под обломками здания Метрополитан Опера, в последний момент признаваясь Сайе в своих чувствах к ней. В конце Серии 50, по прошествии нескольких лет, Кай находит в усыпальнице Миягусуку перевязанную голубой лентой розу, которая указывает на то, что Хадзи не погиб и по-прежнему ожидает пробуждения Сайи.

### Дива
- Возраст: 172 года
- сэйю — Ядзима Акико

Дива  (яп. ディーヴァ) — заклятый враг Саи и основной противник Красного Щита. Как и Сая, Дива появилась на свет из кокона неизвестной мумии в лаборатории Джоела Голдшмидта в 1833 году в особняке под названием «Зоопарк». Дива является одной из двух «королев» Хироптер, представляя собой вершину этого вида. Кровь Дивы смертельна для Саи и её Шевалье. Из крови Дивы изготовлен препарат Дельта 67, позволяющий превращать людей в Хироптер, а также при помощи её крови были созданы Сиф и Отряд Смерть.
Первые 60 лет своей жизни Дива провела в заточении в башне особняка, где Джоел Голдшмидт устроил «Зоопарк». Все эти годы Дива была объектом эксперимента и жила в изоляции, а единственным человеком, который навещал её, был Аншель Голдшмидт, ассистент Джоела. Позднее Сая обнаружит башню, будет навещать узницу и за красивый голос даст ей имя — Дива. Дива наконец покидает башню в 1883 году, когда Сая выпускает её, чтобы та спела на приеме в честь дня рождения Джоела. Вырвавшись на свободу, Дива убивает Джоела и всех его гостей, после чего исчезает вместе с Аншелем, который к тому моменту стал её Шевалье.
Немногое известно о событиях жизни Дивы с этого момента, однако несколько столетий до времени событий сериала Дива оставалась рядом с Аншелем, и количество её Шевалье постоянно росло, достигнув в итоге шести. Предположительно, всё это время Дива продолжала быть объектом экспериментирования, поскольку Аншель, оставаясь её Шевалье, попутно преследовал прежние исследовательские цели. Хотя остальные Шевалье являются в первую очередь защитниками и слугами Дивы, лишь к Аншелю Дива испытывает подобие привязанности и уважения, воспринимая его как фигуру отца. Дива доверяет Аншелю и подчиняется ему, когда он просит её вести себя спокойно на публике, хотя для неё это означает необходимость умерить свои аппетиты и сдерживать свои желания.
В остальное время действиями Дивы руководит стремление к развлечениям, а её характер является следствием изоляции и пренебрежения со стороны людей с самого детства. Поскольку с того момента, как Дива покинула Зоопарк, Шевалье исполняли все её желания, ей незнакомо самоограничение и она не привыкла сдерживать себя. По словам её Шевалье, все в мире существует ради Дивы, весь мир — сцена и площадка для её игр. Несмотря на свой возраст, Дива ведет себя как ребенок, проявляя эгоцентризм и детскую жестокость. Так, сразу после пробуждения Дива убивает солдат на авианосце, а после в Зоопарке отрывает конечности куклам и плюшевым игрушкам. Равнодушие к чужой боли, склонность к насилию сочетаются с наивностью и нежеланием принимать во внимание последствия своих поступков. Дива говорит, что ей трудно сдерживаться, когда вокруг столько людей, с которыми хочется «поиграть». Она продолжает пить кровь Натана, не обращая внимания на его протесты, после чего оставляет его и продолжает танцевать и петь как ни в чём не бывало. Однако, несмотря на кажущееся отсутствие интереса ко всему происходящему, на самом деле Дива наблюдательна и умеет манипулировать окружающими. Дива понимает, что Соломон испытывает привязанность к Сае, и отпускает в его адрес едкий комментарий, говоря, что его отвергли.
Позднее Дива предлагает Каю стать её Шевалье пытаясь добиться его согласия, она использует все доступные ей методы. Она принимает облик и говорит голосом Рику, а также говорит ему, что став её Шевалье, Кай сможет быть и «делать детей» с Саей.
Когда Дива впервые встречается с Саей в Эпизоде 24, она почти полностью обескровливает Рику, вынуждая Саю превратить его в Шевалье, чтобы спасти ему жизнь. Затем Дива преследует Саю, попутно демонстрируя свою нечеловеческую силу, и легкость, с которой она справляется с Саей. Эту разницу в силе между ними сама Дива объясняет тем, что в отличие от Саи, постоянно пьет кровь людей и своих Шевалье. Сперва Дива намеревается убить Саю, но, когда Хадзи мешает ей, она быстро теряет интерес к ним обоим, и говорит, что хочет сменить платье.
Позже Дива проявляет интерес к Рику, и изъявляет желание увидеть его. Неизвестно, каким образом она узнала, что Рику остался жив, однако Карл исполняет её просьбу, и в результате она насилует и убивает Рику, объясняя, что дала ему своей крови в благодарность за детей, которых теперь будет носить. Позднее из слов Аншеля выясняется, что, пытаясь обнаружить действие репродуктивных механизмов, они «скрещивали» Диву как с людьми, так и с её собственными Шевалье. Хотя ключом к появлению на свет потомства в итоге оказался Шевалье другой «королевы», Хадзи никогда не вызывал у Дивы особого интереса. Однако во время столкновения с Саей, Дива говорит Хадзи, что он не вызывает у неё ненависти. Во время очередной встречи с Каем, девушка напомнила ему, что носит детей его покойного брата и тот не смог заставить себя выстрелить в Диву.
Беременность Дивы длилась больше года, но роды так и не наступали, а потому Аншель разрезал девушке живот и извлёк два кокона с её будущими детьми. Повинуясь материнскому инстинкту, Дива сразу забыла про своих шевалье, разрезанный живот и, на время, про вражду с Саей, целиком переключив свое внимание на потомство. По словам Натана, Дива впервые проявляет заботу о ком-то кроме себя самой. В заключительных эпизодах выясняется, что причиной её ненависти к Сае была зависть и сожаление о том, что лишь одной из них повезло иметь семью и жить в окружении близких людей. Единственной настоящей мечтой Дивы всегда было иметь семью, и перед смертью последним её желанием было видеть своих только что родившихся детей.
Немногое известно об особенностях и уникальных способностях «королев» Хироптер, однако, именно Дива демонстрирует эти способности в наибольшей степени. Находясь в заточении, Дива была ослаблена и не могла самостоятельно покинуть башню. После того, как Сая выпустила её, Дива за один раз убила и выпила кровь нескольких десятков гостей. Потребление крови делает её сильнее, давая ей огромную физическую силу и способность быстро перемещаться. Вероятно, Дива сильнее своих Шевалье, поскольку легко расправляется с Соломоном, когда тот пытается убить её ради Саи. Дива способна мгновенно менять свой настоящий облик на облик тех людей, чью кровь ей доводилось пробовать. Так она мгновенно меняет свою внешность на внешность Рику, подобно тому, как Аншель превращался в Елизавету. Известно, что во время пребывания в России в начале 20-го века Дива выдавала себя за княжну Анастасию, а также во время Второй Мировой войны, выдавая себя за Еву Браун, вероятно, и тогда используя свою способность к трансформации. Истинной формой Дивы, Саи, и их Шевалье является форма Хироптер, однако в аниме-сериале Дива никогда не трансформируется даже частично, вто время, как в манге Дива трансформирует свои конечности. Также как и Сая Дива способна к быстрой регенерации: в манге она могла восстанавливать потерянные конечности, в аниме смогла легко одолеть Соломона в облике шевалье всего через несколько часов, после того, как ей разрезали живот.

## Семья и окружение Саи

### Джордж Миягуску
(яп. 宮城ジョージ Миягусуку Дзё:дзи)
- Сэйю — Хотю Оцука
- Возраст: 59 лет
- Серии: 1-3, 6, 7, 10, 13, 14

Джордж Миягуску — приемный отец Саи, Кая и Рика. В прошлом Джордж был солдатом армии США, после ушёл в отставку и в начале сериала он владелец небольшого кафе под названием Оморо на Окинаве. В 1972 году во время кровавых событий во Вьетнаме старший офицер, бывший членом Красного Щита, перед смертью доверил Джорджу заботу о Сае, которой предстояло проспать 30 лет. Джордж поместил кокон, в котором спала Сая, в фамильную усыпальницу семьи Миягуску, где покоился прах его родителей. Позже, когда жена и дети Джорджа погибли в автокатастрофе, он потерял смысл жизни и пришёл в усыпальницу, чтобы покончить с собой. Там он услышал, как бьется сердце спящей Саи, и это заставило его передумать и дало ему надежду на будущее. Вскоре Джордж усыновил Кая и Рика, а в 2004 году Сая присоединилась к их семье.
Поняв, что Сая ничего не помнит о прошлых событиях, Джордж решил, что она не опасна, и стал воспитывать её как собственную дочь. Несмотря на договоренность о том, что он вернет Саю Красному Щиту как только воспоминания вернутся к ней, Джордж был полон решимости уберечь её от этого. Защищая Саю, он оказывается тяжело ранен, и его увозят в больницу, из которой его втайне перемещают на американскую военную базу. Там он становится одним из подопытных, на которых тестируют секретный препарат Дельта 67, превращающий людей в Рукокрылов. Несмотря на попытки Дэвида, Саи и Кая вызволить его, на обратном пути их группе приходится столкнуться с Рукокрылами. Снова получив ранение, Джордж сам начинает трансформироваться в Рукокрыла и просит Саю убить его своей кровью, чтобы он мог окончить жизнь как человек, а не как чудовище.
Несмотря на короткий период депрессии в его жизни, Джордж оптимистичный и жизнелюбивый человек. Стремясь привить такое же мировоззрение сыновьям и Сае, он учил их следовать зову сердца в своих поступках, радоваться жизни и ценить семейные узы, связывающие их.

### Кай Миягуску
(яп. 宮城 カイ Миягусуку Кай)
- Сэйю — Хироюки Ёсино
- Возраст: 17 лет
- Серии: 1-10, 12-14, 16-50

Кай старший брат Саи и один из приемных детей Джорджа Миягуску. Он один из самых популярных учеников школы и в прошлом звезда бейсбола. Однако после полученной травмы руки Кай забросил увлечение бейсболом, одновременно с этим он бросает школу и начинает помогать отцу с работой в Оморо.
После смерти Джорджа, Кай берет на себя функции звена, скрепляющего их семью, пытаясь заменить собой Джорджа для Саи и Рика. Однако для него это оказывается непростой задачей, когда выясняется, что их семью разделяют глубокие различия. Первое потрясение Кай испытывает, прочитав Дневник Джоела и узнав всю правду о происхождении Саи. Кай умоляет Саю спасти жизнь Рику, так как боится остаться совершенно один, если Рик умрет. Однако, получив кровь Саи, Рик становится её Шевалье, и Кай остается единственным человеком в их семье.
Следующим шоком для Кая оказывается смерть Рика, тело которого рассыпалось в прах на его собственных глазах. С этого момента Кай ещё сильнее укрепляет решимость помогать Сае в её борьбе несмотря ни на что.
За год отсутствия Саи Кай становится полноценным членом Красного Щита, в качестве символа нося на шее кристалл из тела Рика. В течение этого года Кай вместе с Льюисом и Дэвидом живёт в приюте в пригороде Лондона, по ночам выслеживая и убивая Рукокрылов в подземельях и темных переулках города. Кай работает в паре с Льюисом и фактически исполняет обычные обязанности Дэвида, который погрузился в алкогольную депрессию после уничтожения штаб-квартиры Красного Щита. Кай прилагает усилия, чтобы стать сильнее и быть способным уничтожать Рукокрылов, даже если он не способен делать это так же эффективно, как Сая. В этот период Кай отбрасывает свойственную ему ранее вспыльчивость и нетерпеливость, становится более сдержанным и во всех смыслах слова взрослеет.
На протяжении сериала отношение Кая к Сае неоднозначно: с одной стороны он относится к ней как к сестре, с другой — ревнует её к Хадзи, испытывая к ней не только братские чувства. Однако в конечном итоге он перестает колебаться, понимая, что они с Саей не могут быть вместе по многим причинам. После финальной битвы Саи и Дивы он убеждает Саю изменить своё решение и продолжать жить. Тогда же он убеждает Хадзи наконец признаться Сае в своих чувствах.
На протяжении всего сериала Кай становится персонажем, который пытается принять дорогих ему людей такими какие они есть, невзирая на все различия, в то же время стремясь сохранить собственную человечность. Именно Кай первым узнает историю Сиф, знакомясь с Еленой. В дальнейшем, несмотря на их враждебность, он делает всё, чтобы наладить контакт и добиться взаимопонимания. После смерти Елены Кай помогает оставшимся Сифам, снабжая их донорской кровью.
По возвращении на Окинаву Кай снова открывает кафе Оморо и берет на себя заботу о племянницах Саи, воспитывая их согласно ценностям и мировоззрению, которые привил ему Джордж. Несмотря на то, что Кай пытается стать для них приемным отцом, каким Джордж был для них с Саей и Рику, девочки всё равно называют его по имени. Вместе с ними Кай навещает «тетю» Саю в усыпальнице Миягуску. Также Кай, вероятно, единственный, кому известно о том, что Хадзи выжил после разрушения Метрополитан Опера.

### Рик Миягуску
- Сэйю — Акико Ядзима
- Возраст: 14 лет
- Серии: 1-14, 16-20, 23, 25, 26, 28-32

Рик Миягуску (яп. 宮城リク Миягусуку Рик), младший брат Кая и Саи, также усыновленный Джорджем Миягуску. В семье Миягуску Кай и Рик — единственные члены, связанные кровным родством. В отличие от активного Кая, любящего ввязываться в драки, Рик тихий и домашний мальчик, который заботится о членах своей семьи, занимается работой по дому, стиркой и любит готовить. Рик любит читать, и его любимая книга — «Энтомологические воспоминания» Ж. А. Фабра.
Сразу после появления Саи в их семье был короткий период, когда Рик чувствовал себя некомфортно и его поведение было ребяческим. Когда Сая порвала его любимую книгу, Рику обиделся и заперся в машине, и согласился выйти только когда Джордж склеил обложку рисовым клеем.
Однако вскоре Рик полюбил Саю и в дальнейшем относился ко всем членам своей семьи с теплом и заботой.
В самом начале сериала его доброта и детская невинность помогли ему наладить общение с Хадзи, который для всех тогда казался чужаком и держался в стороне. На пикнике на пляже Рику принес Хадзи тарелку с барбекю и пригласил присоединиться к остальным, что помогло растопить лед между Хадзи и остальными. Когда во время путешествия по транссибирской магистрали Рику захотел помочь незнакомой пожилой женщине забраться в поезд, Хадзи помог ему. Хадзи даже показывает Рику, как играть на виолончели, а позднее спрыгивает за ним с мчащегося поезда.
Из сострадания Рик помогает девочке-инвалиду по имени Муи, с которой знакомится во Вьетнаме. По неизвестным причинам Рику был способен слышать песню Дивы, которая должна была запустить процесс мутации в детях, ставших объектом экспериментов. Когда эта песня лишила Муи разума и частично превратила в чудовище, Рику до конца не отказывался верить, что для Муи не всё потеряно, и что ей ещё можно помочь.
После того, как в Зоопарке в Бордо Дива почти полностью обескровила Рик, Сае пришлось дать ему своей крови, превратив в Шевалье так же, как когда-то это произошло с Хадзи. Поначалу не понимая, что с ним происходит, почему он не чувствует голода и не хочет спать, Рику спрашивал Хадзи о значении этих перемен. С этого момента Рик и Хадзи сблизились ещё сильнее, так как теперь они оба были Шевалье одной «королевы». Обычная забота о Сае превратилась у Рик в постоянную потребность видеть её, быть с ней и при необходимости — защищать Саю от опасности. Между Каем и Риком возникла дистанция, так как Кай, едва не потеряв брата, стремился во всём опекать его, а Рику в действительности теперь нужна была только Сая.
Несмотря на то, что Рик ещё не вполне оправился после встречи с Дивой, во время нападения Сиф на корабль-штаб-квартиру Красного Щита, он не смог оставаться в стороне и в результате был ранен. Как и любому Шевалье, чтобы излечиться от ран, Рику требовалась кровь. Тогда Кай предложил ему свою кровь, утверждая, что Рик по-прежнему его младший брат несмотря ни на что, и он готов защищать его.
После первой встречи с Риком в башне в Бордо, Дива пожелала увидеть его ещё раз. Карл исполнил её желание и перенес на корабль Красного Щита, где Дива выпила кровь Рика и в ответ «наградила» его каплей своей крови. Поскольку в тот момент Рик уже стал Шевалье Саи, кровь Дивы убила его и кристаллизовала его тело.

### Акихиро Окамура
- Сэйю — Кэнтаро Ито
- Возраст: 29 лет
- Серии: 3, 5, 7, 9-11, 14, 15, 21, 25, 27-29, 31, 35-39, 41, 42, 46-48, 50

Акихиро Окамура (яп. 岡村 昭宏 Окамура Акихиро) — репортёр небольшой газеты Рюкю Дейли Ньюз. День за днем он занимается тем, что готовит репортажи о рутинных событиях, которые лишь изредка перемежаются с более-менее интересными новостями. Как репортёр он не пользуется особым уважением ни со стороны начальства, ни со стороны коллег, которые часто отпускают шутки в его адрес. Однако Акихиро, которого мать называет Аккун, на самом деле умный и рассудительный человек, обладает недюжинной журналистской хваткой, упорством и способностью логично мыслить и сопоставлять факты. Больше всего он желает не просто сделать репортаж, а провести настоящее журналистское расследование.
Окамура родился в 1976 году, его воспитывала мать. Отец Окамуры умер, когда он был ещё ребёнком, и Окамура плохо помнит его. Его отец был корреспондентом и военным фотографом во время войны во Вьетнаме. Там он сделал несколько загадочных черно-белых снимков, на которых была изображена девушка, в ярости убивающая чудовищ, солдат и невинных людей. Хотя отец никогда не объяснял, что изображено на тех фотографиях, они с детства занимали Окамуру, и он хотел выяснить, что на самом деле стоит за ними. И такая возможность наконец представилась ему, когда он берется расследовать убийство учителя школы, где училась Сая.
Сначала Окамура, следуя своему журналистскому чутью, надеется сделать репортаж о вампирах, убивающих людей, и отправляется в университет Наха, чтобы расспросить профессора, делавшего вскрытие. Вскоре он начинает понимать, что версия о вампирах не так нелепа, как кажется на первый взгляд. По мере того, как Сая и Красный Щит преследуют Диву, Окамура идет по их следу, всё время отставая на несколько шагов.
Окамура узнает детали происшествия в Оморо, затем отправляется на место разрушенного центра в Янбару, где находит ящики с неизвестным вином. Пытаясь выяснить происхождение этого вина, Окамура отправляется во Вьетнам, проникает в подвал Лицея, где в это время находится Сая, и делает несколько фотографий её схватки с Карлом.
Вернувшись из Вьетнама, Окамура принимает решение отправиться во Францию, чтобы найти замок, изображенный на этикетке бутылки. Он сопоставляет собственные фотографии с фотографиями, сделанными его отцом 30 лет назад, и решает узнать больше о Сае. Тогда он знакомится с Мао Дзяханой, которая спонсирует ему поездку во Францию с условием, что он возьмет её с собой.
В Париже Окамура и Дзяхана наконец догоняют Саю и её спутников, где становятся свидетелями нападения Сиф на Саю, и узнают о причинах, которые заставили её исчезнуть. С этого момента Окамура и Дзяхана сотрудничают с Красным Щитом.
В последней серии Окамура предположительно отправляется на Средний Восток вместе с Мао.
Образ отца Окамуры вероятно создан на основе реально существовавшего журналиста Акихико Окамуры (яп. 岡村昭彦 Окамура Акихико), который фотографировал для журнала Life во время вьетнамской войны.

### Мао Дзяхана
- Сэйю — Ами Косимидзу
- Возраст: 18 лет
- Серии: 2, 4, 14, 15, 21, 25, 27-29, 31, 35-39, 41-43, 46-48, 50.

Мао Дзяхана (яп. 謝花 真央 Дзяхана Мао) учится в той же школе, что и Сая. Её отец глава группировки Дзяхана, очевидно имеющей связь с якудза. Мао влюблена в Кая и считает себя его девушкой, несмотря на отсутствие аналогичного отношения с его стороны. Она самоуверенна, любит командовать и не терпит, когда всё идет не так, как она задумала. Мао упорная и целеустремленная девушка с сильной волей, она настоящая дочь своего отца и ради достижения своих целей готова применить не самые дипломатичные и честные методы. Она крадет у своего отца 50 миллионов йен, чтобы отправиться с репортером Окамурой во Францию на поиски Кая и Саи. Несмотря на очевидные неприятности, грозящие обоим в случае, если они будут пойманы, Мао не задумываясь решается на этот шаг. Однако она ставит Окамуре два условия: во-первых, он должен взять её с собой, во-вторых, не должен курить в её присутствии.
В ходе своих поисков они выясняют всё больше шокирующих подробностей истории, в которую попали Сая и Кай. Тогда и оказывается, что её дерзкое и конфликтное поведение — лишь фасад, за которым скрывается свойственный человеку страх перед неизвестностью и другие нормальные человеческие слабости.
Узнав правду о причинах, побудивших Саю и Кая покинуть Японию, Мао, тем не менее, вновь проявляет решимость и смелость, упорно отказываясь вернуться в Японию и забыть обо всём, что видела. Она остается рядом с Каем, чтобы помогать ему, несмотря на его протесты.
Позднее Мао начинает теплее относиться к Сае, считая, что Сае нелегко в мужской компании, и пытается создать для неё более непринужденную атмосферу. Так она случайно слышит разговор Хадзи и Саи о близящемся периоде её 30-летнего сна. Мао говорит Сае, что она должна перестать полагаться лишь на себя, когда люди вокруг изо всех сил стараются помочь ей. Они заключают уговор, что когда всё будет кончено, Мао отвезет Саю обратно на Окинаву, в каком бы состоянии та ни была. Так Мао удается вывести Саю из депрессивного состояния, и Хадзи благодарит её.
В 43 серии Мао целует Кая, чтобы проверить его отношение к ней. Поняв, что Кай думает лишь о Сае, она говорит, что решила перестать навязываться ему, хотя это причиняет ей боль. Однако раз он так решительно отвергает её, он должен столь же решительно добиваться любви Саи. С этого момента Мао старается устроить так, чтобы Сая и Кай проводили вместе больше времени и чтобы у них был шанс объясниться.

## Красный Щит
Красный Щит — секретная организация, основанная в 1883 году потомками Джоела Голдшмидта, чтобы исправить ошибку, совершенную их предком. Главной целью организации является уничтожение Дивы и её Шевалье и в конечном итоге истребление всех Рукокрылов. В настоящее время в организацию входят не только прямые потомки Голдшмидтов, но также множество бывших солдат и сотрудников спецслужб, которым довелось столкнуться с Рукокрылами на поле боя. Как правило каждый из них — единственный выживший из своей группы или отряда. Вступая в организацию, каждый новый её член должен ознакомиться с секретным документом под названием «Дневник Джоела», в котором изложена история появления организации и основная цель её деятельности. Каждый член организации в качестве опознавательного знака носит кристалл крови Рукокрыла.
Тайная деятельность организации финансируется за счёт легального бизнеса. Корпорация Голдшмидтов — крупная фигура в банковском мире, а также обладает монополией на разработку урана, золота и меди.

### Дэвид
- Сэйю — Дзюрота Косуги
- Возраст: 44
- Серии: 1-16, 18-20, 22-39, 41-43, 46-50

Дэвид (яп. デヴィッド Дэбитто) — агент Красного Щита, которому поручена забота о Сае. Его настоящее имя неизвестно. Также как и имя Джоел, имя Дэвид в Красном Щите соотносится с определёнными обязанностями и при условии согласия передается по наследству. До Дэвида Сая находилась на попечении его отца, который погиб в 1972 году во Вьетнаме. Отца Дэвида также звали Дэвид, и возможно он имеет отношение к агенту Дэвиду из Blood: The Last Vampire. Дэвид и его отец связаны кровным родством с семьей Голдшмидтов и нынешним директором Красного Щита. Перед смертью отец Дэвида поручает заботу о Сае своему подчиненному Джорджу Миягуску. Самому Дэвиду на тот момент 10 лет, и он ничего не знает о существовании Хироптер и Красного Щита. Мать воспитывает Дэвида одна, и умирает за несколько лет до начала Войны в Заливе. Дэвид считает, что остался один, но вскоре после этого узнает о работе его отца в Красном Щите, о Хироптерах и о Сае. Тогда он берет себе имя Дэвид, чтобы продолжить работу своего отца в качестве сотрудника Красного Щита. Дэвид отправляется на войну в Заливе, где знакомится с Джорджем.
Как и многие другие члены Красного Щита, Дэвид единственный из своего отряда выжил после столкновения с Хироптерами, и на его теле до сих пор остались шрамы от ран, нанесенных ими. В качестве опознавательного знака он носит с собой осколок кристаллизованой крови Хироптеры, вставленный в центр серебряного креста.
Дэвид решительно настаивает на участии Саи в операции, утверждая, что это её предназначение, цель и смысл её существования. Дэвид предан миссии организации и в своей работе прежде всего говорит о долге и первичности их общей цели перед всеми прочими соображениями, производя на окружающих впечатление человека несгибаемого и твердого. В действительности он выше ставит чувство солидарности и общности с соратниками. Несмотря на опасность заражения, Дэвид отправляет тяжело раненного Джорджа в ближайшую больницу, а не в госпиталь Красного Щита, поскольку опасается за его жизнь. За это он получает упрек от Джулии в том, что действует вопреки здравому смыслу, руководствуясь эмоциями. В дальнейшем Дэвид чувствует ответственность за Кая и Рику перед памятью Джорджа, и упрекает себя за то, что втянул двух детей в войну.
После уничтожения штаб-квартиры Красного Щита и исчезновения Саи Дэвид впадает в глубокую депрессию, и начинает злоупотреблять алкоголем. В этот период он полностью отстраняется от всех дел, и его обязанности по устранению Хироптер выполняют Кай и Льюис. Встряска, устроенная ему Каем, возвращение Саи и Хадзи и последующая схватка с Хироптерой выводят его из этого состояния, и вскоре он говорит Джоелу, что готов снова вступить в ряды Красного Щита.
По мере развития событий сериала характер Дэвида становится более мягким и человечным. По выражению Джулии, он перестает быть похож на робота и становится похож на андроида или киборга. К концу сериала он наконец замечает старания Джулии привлечь его внимание, и спасает Джулию от Колинса, пытавшегося её убить. Дэвид получает тяжелое ранение, и после его возвращения из больницы они с Джулией уже не скрывают своих чувств друг к другу.
В последней серии в Оморо на вечеринке в честь окончания войны Дэвид сменяет строгий костюм на рубашку гавайской расцветки.

### Джулия Сильверстейн
- Сэйю — Юко Каида
- Возраст:30
- Серии: 1, 2, 4-7, 9-14, 16, 18-20, 22, 25, 26, 28, 29, 31, 34, 36, 39, 41-44, 46-48, 50

Джулия Сильверстейн (яп. ジュリア・シルヴァスタイン Дзюриа Сирубасутайн) — врач и сотрудник научно-исследовательского отделения Красного Щита, где она ассистирует своему учителю, профессору Коллинсу. Джулия — выпускница университета Сорбонны, по словам Коллинса, самая одаренная студентка курса и однокурсница Ван Арджено.
На протяжении всей истории Джулия наблюдает за состоянием Саи и делает ей переливания крови.
Позднее Джулия от начала до конца наблюдает Рику во время его превращения в Шевалье, чтобы выяснить механизмы этого процесса. В этот период она целиком отдает себя работе, и, благодаря своему таланту и упорству, обнаруживает существование 5 нуклеотида в ДНК Рика, который является ключом к превращению человека в Рукокрыла и к сверхчеловеческим возможностям Шевалье.
Джулия талантливый учёный, однако, она убеждена, что все полученные данные должны использоваться исключительно для борьбы с Рукокрылами и после этого должны быть уничтожены. В этом вопросе она расходится во мнениях с профессором Коллинсом, что в конечном итоге приводит к конфликту между ними. Некоторое время Джулия вместе с профессором Коллинсом работает на Санк Флеш. Позднее Аншель назначает её личным врачом Дивы, поручив Джулии наблюдение за протеканием беременности своей «королевы». Из зависти Коллинс пытается убить Джулию, но Дэвид спасает ей жизнь, заслонив собой, и после этого она возвращается в Красный Щит.
На протяжении всего сериала Джулия пытается привлечь внимание Дэвида, к которому неравнодушна. После тяжелого ранения Дэвид выздоравливает и наконец отвечает ей взаимностью. В последней серии выясняется, что Джулия беременна, и вероятнее всего отцом ребёнка является Дэвид.

### Луис
- Сэйю — Такаси Нагасако
- Возраст: 31
- Серии: 2, 4-7, 9-11, 13, 14, 16, 18-20, 22, 24-29, 31-34, 36-39, 41-50

В настоящее время Луис (яп. ルイス Руису) работает на Красный Щит, однако в прошлом он был сотрудником ЦРУ, и с некоторыми своими коллегами сохраняет связь по сей день. В то время он имел более атлетическое телосложение, а также был известен под именем Сэмми. Настоящие имя Луиса — Чарли.
В Красном Щите Луис отвечает за вооружение, оборудование, транспортировку и прикрытие во время масштабных операций. В локальных миссиях Луис как правило является напарником Дэвида, что может указывать на его связь с Луисом из Blood: The Last Vampire, который так же был сотрудником ЦРУ, чернокожим, и работал с другим агентом по имени Дэвид. После уничтожения штаб-квартиры Красного Щита Луис стал работать в паре с Каем, уничтожая Рукокрылов на улицах Лондона.
В отличие от Дэвида, Луис не так жёсток и категоричен, по характеру он добродушный человек и в ходе истории является основным источником юмора, помогающего другим снять напряженность и разрядить обстановку. Из всех членов Красного Щита Луис наиболее проницателен и внимателен к окружающим: он замечает старания Джулии понравиться Дэвиду, симпатизирует Сае и старается заботиться о её братьях.
Луис хорошо готовит, любит поесть сам и никогда не расстается с черными очками.

### Джоель (шестой)
- Сэйю — Акира Исида
- Серии: 20, 23-25, 28, 30-33, 35, 39, 41, 46, 48, 50

Джоель Голдшмидт (яп. ジョエル Дзёэру) — нынешний глава Красного Щита и прямой потомок первого Джоеля в 6-м поколении. Вероятнее всего Джоель не настоящее имя, поскольку передается из поколения в поколение подобно титулу. Несмотря на молодой возраст, Джоель трепетно относится к долгу и ответственности, которые его семья несет перед человечеством. Он взял себе имя Джоель и все сопутствующие обязанности всего за три года до начала истории после смерти предыдущего Джоеля, своего отца. Особенно доверительные отношения у Джоеля с Дэвидом, которого он воспринимает как образец мужества и стойкости. В Красном Щите для Джоеля самыми близкими людьми являются Дэвид и Колинс, которых он называет их своей семьей. По его собственным словам, без них ему было бы тяжело нести бремя ответственности на посту директора Красного Щита. Также Джоель называет Аншеля «дядей», что косвенно указывает на родственные отношения первого Джоеля и Аншеля. Во время нападения Карла и Дивы на штаб-квартиру Красного Щита Джоель оказывается тяжело ранен, и с этого момента он остается парализованным и передвигается в кресле. Через год он принимает решение восстановить Красный Щит, так как считает своим долгом поддержать тех, кто продолжает сражаться. Также он говорит, что борьба против Дивы не только его долг как наследника Голдшмитов, но также его личная битва. В последней серии Джоель сидит вместе со всеми в Оморо на вечеринке в честь окончания войны.

### Астон Коллинз
- Сэйю — Хидэюки Умэдзу
- Серии: 23, 25, 28, 29, 31, 33, 34, 39, 41, 42

Второй человек в Красном Щите, Коллинз (яп. コリンズ・アイストン Коринзу Айсутон) заместитель Джоела и руководитель научного отдела. По словам Джоела, Коллинз также связан с ветвью семьи Голдшмидт отдаленным кровным родством.
В прошлом профессор Коллинз преподавал в университете, в числе его учеников была Джулия и Ван Арджено. Однако вскоре Коллинз был вынужден уйти из университета и начал работать на Красный Щит вместе с Джулией в качестве своей ассистентки.
Помимо чистого исследовательского интереса, Коллинзом движет стремление к славе и известности, которые могли бы ему принести публикации работ о Рукокрылах. Однако миссия Красного Щита делает публикацию исследований невозможным, лишая Коллинза надежды получить Нобелевскую премию.
Честолюбие заставляет его принять предложение Ван Арджено и перейти в Санк Флеш, предавая таким образом Джоела и Красный Щит. После уничтожения штаб-квартиры Красного Щита Коллинз исчезает вместе с Джулией.
Когда Аншель назначает Джулию личным врачом Дивы, Коллинз испытывает зависть и в конечном итоге собирается убить Джулию. Тогда же он рассказывает ей, что на протяжении всей их совместной работы ему приходилось ставить преграды на её пути, чтобы она продолжала работать под его руководством, поскольку потенциал Джулии как ученого был слишком велик. Дэвид спасает Джулию, раня Коллинза скальпелем в правую руку, после чего Коллинз исчезает в неизвестном направлении. Дальнейшая судьба Коллинза неизвестна, однако его поведение указывает на возможное помутнение рассудка.

### Джоель Голдшмидт (основатель)
- Сэйю — Вахэй Иида
- Возраст: 72 на момент смерти в 1883 году
- Первое появление: Серия 22

Наследник богатого состояния, учёный и исследователь, Джоель Голдшмидт (яп. 初代ジョエル・ゴルドシュミット Сёдай Дзёэру Горудосюмитто) находился под сильным влиянием «Философии Зоологии» Ламарка. В 1832 году в возрасте 21 года Джоель основывает «Зоопарк» в поместье в Бордо, куда со всего мира начинают свозить редкие виды животных. В 1833 году в Зоопарк привозят мумию неизвестного существа. Видя, что это очевидно беременная самка, Джоель со своим ассистентом Аншелем решают исследовать мумию и называют её Сая. Впоследствии они извлекают из тела мумии два кокона и случайно обнаруживают свойство коконов впитывать кровь. Через несколько месяцев на свет появляются две девочки, над которыми Джоель также собирается экспериментировать. Одну из них, экспериментальный образец, он называет Сая и воспитывает в особняке, исполняя для неё роль отца. Другую же (Диву) они делают контрольным образцом: ей не дают никакого имени, выращивают в камере и предоставляют лишь минимум, необходимый для выживания. В дальнейшем Джоель планирует исследовать репродуктивные способности обеих девушек, и для этой цели знакомит Саю с Хадзи. Предположительно аналогичное экспериментирование с Дивой также имеет место.
Джоель убит Дивой в 1883 году во время приема в честь его 72 дня рождения.

## Дива и её окружение
Подобно тому, как Саю поддерживает организация Красный Щит, поддержку Дивы осуществляет другая организация — корпорация Санк Флеш. Сначала Санк Флеш была небольшой фармацевтической компанией, которая за короткое время разрослась в корпорацию и существенно расширила поле своей деятельности. Эмблемой компании являются пять стрел, а руководит ей семья Голдсмит, образ которой создан на основе реально существующей семьи Майера Амшела Ротшильда. Изначально семья Голдсмит была боковой ветвью семьи Голдшмидт, и к ней принадлежал Аншель и, возможно, Соломон. Впоследствии в «семью» вошли другие Шевалье Дивы, которые стали называть себя «братьями», поскольку всех их объединяет кровь Дивы.

### Дочери Дивы
- Дочери Дивы: Канадэ Отонаси, Хибики Отонаси

Появляютя только в аниме. После того, как Дива как-то узнала, что Рик выжил и стал шевалье Саи, она нашла его, напала, и зачала от него своих дочерей. Когда подошел срок родов, Аншель разрезал её живот (Дива отнеслась к этому абсолютно спокойно) и извлёк два кокона. В «человеческом» обличии они появились лишь в конце последней серии, когда были усыновлены Каем. Вместе с ним приходили навещать Саю во время спячки. В ранобэ Blood#, где близняшки показаны в возрасте шестнадцати лет, Хибики носит очки и имеет коротку стрижку, в то время, как у Канадэ длинные волосы

## Сэнк Флеш

### Натан Малер
- Натан Малер

Сэйю — Кэйдзи Фудзивара
Возраст неизвестен, происхождение неизвестно. Номинально является Шевалье Дивы. Судя по отсутствию крайне ярого фанатизма в отношении Дивы, полупренебрежительного-полудоброжелательного отношения ко всем Хироптерам вообще, по намёкам на своё более древнее происхождение (серия 48, в разговоре с Аншелем Голдсмитом «Подумай хорошенько, откуда взялась та мумия, мать Сайи и Дивы? Что если и у неё в давние времена была собственная свита из благородных шевалье?») и по тому, что от крови Саи он не умирает (эпизод 49) — он является Шевалье как минимум предыдущего поколения (то есть матери Саи и Дивы). В битвы почти не вступает, однако один звук его голоса способен моментально осадить даже Аншеля и Джеймса. Считает, что никто не имеет права убить королев, кроме них самих, лучше всех понимает чувства Дивы, вероятно, умеет читать мысли, так как в 49 эпизоде упоминал про разговор Саи с Хадзи в поезде. По всей видимости, он просто хотел насладиться зрелищем — битвой двух королев, поэтому не стал вмешиваться в их битву, хотя и знал, что после беременности кровь Дивы потеряет свою силу.

### Аншель Голдсмит
- Аншель Голдсмит  (яп. アンシェル・ゴールドスミス)

Сэйю — Дзёдзи Наката
Возраст: ~190 лет
Аншель — старейший и наиболее могущественный из всех Шевалье Дивы. В 1832 году он начал исследовать неизвестную мумию вместе с первым Джоелем Голдшмидтом и исполнял роль его ассистента до самого дня трагедии в 1883 году. В то время как Джоел взял на себя заботу о Сае, Аншель наблюдал за Дивой и на каком-то этапе стал её Шевалье.
После трагедии 1883 года Аншель предположительно покинул Зоопарк вместе с Дивой, чтобы продолжить начатый вместе с Джоелем эксперимент, и основной его целью по-прежнему было изучение Хироптер как вида. По его собственному признанию, Аншель стремился узнать о Диве всё, и больше всего его интересовал вопрос о механизмах размножения Хироптер. Для исследования репродуктивных способностей Дивы, Аншель приводил к ней молодых мужчин, некоторые из которых впоследствии стали её Шевалье. Для полноты эксперимента это были мужчины разных национальностей, в том числе среди них был американец Джеймс Айронсайд (чернокожий), вьетнамец Карл Фей Онг (азиат), и русский Григорий Распутин (европеец).

Одновременно с этим Аншель руководил исследованиями крови Дивы, результатом которых было создание Дельта 67, Сиф и Отряда Смерть. По неизвестным причинам Аншель скрывал детали некоторых проектов даже от своих братьев-Шевалье.

Обнаружив, что ключом к созданию потомства является Шевалье другой «королевы», Аншель стремится уговорить Хадзи добровольно покинуть Саю и присоединиться к ним. Впоследствии он пытается также уговорить Саю присоединиться к ним и положить конец вражде. Для этого он убивает Елизавету, принимает её облик и некоторое время едет вместе с группой Саи, пытаясь выяснить её точку зрения и одновременно посеять сомнение. Он сообщает Сае о её настоящем происхождении и предлагает ей отправиться в Зоопарк, чтобы самой во всём убедиться. Позже Аншель принимает решение убить Саю, несмотря на сомнения некоторых других Шевалье.

В финальных эпизодах Аншель сражается с Хадзи в небе над Нью-Йорком. Аншель остается жив после прямого попадания молнии, однако Хадзи наконец убивает его мечом, смоченным кровью Саи.

### Мартин Борманн
- Мартин Борманн  (яп. マルティン・ボルマン )

Третий Шевалье Дивы, Мартин Борманн упомянут в манге, а также Эпизоде 12, где он появляется на фотографии вместе с Карлом и Соломоном. В действительности Борманн был высокопоставленным членом нацистской партии и вел финансовые дела Гитлера. Предположительно был убит в апреле-мае 1945 года в Берлине. По сюжету сериала он был убит Соломоном Голдсмитом по приказу Аншеля приблизительно в тот же период времени (Эпизод 12, 37). Суть предполагаемого конфликта между ним и другими братьями неизвестна, как и причины, побудившие его стать Шевалье.
Гнев Аншеля был вызван тем фактом, что Мартин Борманн вынашивал какие-то планы и близко общался с Дивой, которая в то время изображала Еву Браун, любовницу Адольфа Гитлера.

### Соломон Голдсмит
- Соломон Голдсмит  (яп. ソロモン・ゴールドスミス)

Сэйю — Кодзи Цудзитани
Соломон — четвёртый Шевалье Дивы и генеральный директор фармацевтической компании Санк Флеш, основного центра всей деловой активности пятерых Шевалье.
Соломон принадлежит к той же боковой ветви семьи Голдшмидт, что и Аншел. Он стал Шевалье в конце Первой мировой войны, и в ту переломную эпоху решился на этот шаг ради достижения своих идеалов.

В то время дела дома Голдсмитов были на подъеме из-за военного времени, и желанием семьи было, чтобы Соломон стал военным. Это могло могло бы увеличить могущество семьи, однако, сам Соломон хотел встать на путь помощи людям и намеревался стать врачом. Тогда Аншель предложил ему альтернативный способ осуществить свои мечты, причем так, что для этого не нужно было бы вступать в армию. На исходе Второй мировой войны Соломон работал врачом во Франции, и именно тогда Аншель привел его в подвал своего замка. Тогда чтобы избежать разрушительного пути, по которому пошло человечество, Соломон знакомится с Дивой и становится её Шевалье.

Во время событий сериала Соломон занимает наиболее высокое положение в компании Санк Флеш и управляет всеми её делами. До конфликта и раскола между братьями Соломон обладал наибольшими полномочиями в компании, а среди Шевалье Дивы по авторитету был второй персоной после Аншеля.
Кроме того из всех Шевалье Дивы Соломон обладает самым спокойным и уравновешенным характером, отчасти этим объясняется его способность сдерживать агрессию и вспышки ярости со стороны Карла.

Соломон впервые встречает Саю на балу в Лицее Санк Флеш и с тех пор питает привязанность к Сае, которую не разделяют его братья-Шевалье и которая со временем перерастает в более глубокое чувство. Соломон испытывает желание защищать Саю, даже если для этого требуется пойти против воли других Шевалье и Аншеля. Хотя Аншель говорит, что его желание быть с Саей — не более чем инстинкт размножения и зов крови, в конечном итоге Соломон принимает решение покинуть Диву ради того, чтобы быть с Саей. Желая доказать свою преданность и любовь, Соломон сообщает Сае информацию о местонахождении Дивы, несколько раз спасает её и даже пытается убить Диву. Однако ему это не удается, и Дива расправляется с ним, Соломон теряет много крови и приходит в себя в цепях в подземелье особняка Натана. В подземелье «падшего Шевалье» навещает Джеймс, и обещает непременно убить Саю за то, что из-за неё Соломон предал Диву. Тогда же выясняется, что Джеймс всегда ненавидел Соломона за то, что Дива отдавала ему предпочтение. Однако Натан, руководствуясь только ему известными мотивами, освобождает Соломона, и тот успевает в очередной раз помочь Сае в борьбе против Джеймса. В схватке Соломон получает незаметное ранение мечом Саи. Перед уходом он клянется Сае в верности как её Шевалье и обещает прийти на помощь по первому её зову, однако, вскоре умирает на руках у Аншеля в одном из переулков города.
Несмотря на благожелательное отношение Соломона к Сае и клятвы в верности и любви, многие его поступки четко относят его к лагерю Дивы, по-своему проявляя при этом те же черты эгоистичности. В частности, Соломон пытается убить Хаджзи, когда тот отказывается отступиться от Саи, продолжает сообщать ей информацию о её прошлом и настоящей сущности, отрицает важность её человеческой семьи несмотря на то, что всё это очевидно причиняет ей боль. Позже Соломон похищает Саю, пытаясь уверить её, что с ним у неё будет будущее, о котором она всегда мечтала. Несмотря на протесты и возражения Саи, Соломон твердо намерен добиться своей цели, используя для этого любые средства. В финале Соломон заявляет, что будет предан Сае не из-за веления инстинктов и не как Шевалье Дивы, а как Соломон Голдсмит, даже если она не принимает его любовь.

### Карл Фей Онг
- Карл Фей Онг  (яп. カール・フェイオン), (вьетнам.: Karl Fei-Ong)

Сэйю — Нодзому Сасаки
Карл — пятый Шевалье Дивы, вьетнамец по происхождению. Во время событий сериала он руководит вьетнамским филиалом Санк Флеш, а также исполняет роль директора Лицея Санк Флеш, расположенного недалеко от Ханоя.
Предположительно Карл стал Шевалье вскоре после Соломона, около 1918 года, когда Аншель и Соломон привели его к Диве. Неизвестно, какие мотивы побудили его присоединиться к лагерю последователей Дивы, однако, в момент знакомства с ней Карл очевидно испытывал страх и панику и не выражал какой-либо идейной решимости, в отличие от Соломона или Аншеля. По словам Аншеля, Карл был принят в «братство» лишь потому, что для целей исследования им был необходим представитель монголоидной расы. 
Став Шевалье, Карл испытывал потребность в любви и признании со стороны Дивы, однако она никогда не давала ему ничего, кроме обычной холодной благосклонности, что ещё сильнее усугубляло его природную неуравновешенность. Тогда Карл находит утешение в борьбе против Саи, главного врага и в то же время родной сестры его королевы Дивы.
 Во время войны во Вьетнаме, когда Сая впадает в слепое бешенство, Карл сражается с ней, испытывая удовольствие от лицезрения скрытой, подавляемой стороны её характера, жестокой ярости и кровожадности, которая делает её похожей на Диву и на него самого. Тогда Сая отрубает ему руку по локоть, и, чтобы не погибнуть, Карлу приходится оторвать самому себе руку по плечо, пока кровь Саи не кристаллизовала всё его тело. Карл спасается бегством, но с того момента становится одержим идеей повторить эту встречу с Саей, снова вызвав в ней похожее состояние.

В конечном итоге у Карла развивается нечто вроде раздвоения личности: одна его часть стремится уничтожить Саю как врага, другая же — ищет в ней родственную душу. Карл чувствует, что Сая, будучи равной Диве, способна ответить ему сильным чувством, которого ему не достает от Дивы, даже если вместо любви это будет жгучая ненависть. Вероятно, в дополнение к этому Карл испытывает к Сае влечение как Шевалье.

Став директором Лицея Санк Флеш, Карл на протяжении десятилетий после окончания войны во Вьетнаме охотится за девушками, внешне похожими на Саю, давая почву легенде о Призраке, который потерял разум от любви к монахине.

Неуправляемый характер Карла и его неуравновешенность неоднократно мешают планам остальных Шевалье, хотя из всех Шевалье лишь Соломону удаётся сдерживать в нём вспышки ярости, останавливая его от необдуманных поступков. Исполняя желание Дивы, Карл относит её на корабль Красного Щита, несмотря на то, что это противоречит планам Шевалье на тот момент. В конечном итоге Аншель принимает решение поручить Соломону устранить Карла, как когда-то он устранил Мартина Борманна. Однако прежде, чем эти планы были осуществлены, Карл нарушает прямой приказ Дивы и отправляется на встречу с Саей, чтобы в очередной раз попытаться убить её. Карл одерживает верх, хватает Саю и собирается выпить всю её кровь, чтобы они погибли одновременно. Однако Сая решает, что не может погибнуть раньше времени, и пронзает Карла насквозь через собственное тело, мгновенно убивая его большим количеством своей крови.

### Ван Арджено
- Ван Арджено  (яп. ヴァン・アルジャーノ)
- Сэйю — Дзюнъити Сувабэ

Ван Арджено — учёный, работавший на корпорацию Голдсмитов и возглавлявший лабораторные исследования Хироптер. Как учёный, Ван Арджено с самого начала знал о сущности Шевалье и об их истинных намерениях.
Ван Арджено учился вместе с Джулией Сильверстейн на одном факультете у профессора Колинса. Именно он предложил Колинсу покинуть Красный Щит и начать работать на Санк Флеш, чтобы возглавить там направление исследований, связанное с 5-м нуклеотидом.
Сам Ван Арджено руководил исследованиями Дельта 67 и сперва работал под началом Соломона. Однако впоследствии он перешёл в непосредственное подчинение самому Аншелю и стал исполнительным директором американского отделения Санк Флеш.
Во время концерта Дивы в Метрополитан Опера, Ван Арджено впервые оказался беззащитен в окружении сотен превратившихся в Хироптер зрителей, когда секретарь Грант и его охрана отказались вывести его из здания. Он выжил благодаря Дэвиду, и впоследствии был арестован.

## Сиф
Сиф — группа Хироптер, искусственно созданных из крови Дивы в лаборатории под названием Кирбет, расположенной в Исландии. Проект был запущен по приказу Аншеля, который держал его в секрете даже от других Шевалье Дивы, за исключением Джеймса.

Сиф представляют с собой неустойчивый баланс между монстроподобными Хироптерами и Шевалье, приближаясь к последним по силе и способностям. Однако, в отличие от Шевалье, Сиф не выносят солнечного света и не являются бессмертными. Сиф подвержены Терниям, разрушительному процессу, который со временем кристаллизует их тела и приводит к смерти.
Пытаясь избавиться от Терниев, которые они считали своим проклятьем, Сиф покинули Кирбет и отправились на поиски Саи, надеясь, что её кровь сможет излечить их. Впоследствии оказалось, что кровь Саи смертельна для Сиф, и их следующей целью стало получение крови Дивы.
На основе Сиф был создан Отряд Смерть (англ. Corpse Corps), который стал следующим этапом проекта по созданию совершенных солдат, в то время как сами Сиф, будучи прототипами, подлежали уничтожению. Истребление оставшихся в живых Сиф было поручено Джеймсу. К концу сериала в живых остается лишь один член Сиф — Лулу.
- Моисей (яп. モーゼス Мо:дзэсу)

Сэйю — Наоки Янаги
Моисей — лидер и идейный вдохновитель Сиф, побудивший их покинуть Кирбет и отправиться на поиски Саи, чтобы построить счастливое будущее. Моисей наиболее удачный «образец» из всех Сиф, именно он стал прототипом для усовершенствованной версии искусственных солдат, получивших название Отряд Смерть.
Введенный в заблуждение Джеймсом, Моисей попытался убить Кая, хотя Кай пытался помочь Ирэн и поддерживал Сиф, снабжая их донорской кровью. Несмотря на то, что Моисей наиболее устойчив из всех Сиф и не проявляет никаких признаков появления Терниев, в 45 эпизоде он принимает решение покончить с собой вместе с умирающим Карманом. Он говорит, что их будущее теперь в руках Лулу, а все Сиф и он сам будут жить в памяти Лулу, Кая и остальных.

В качестве оружия Моисей использует косу.
- Карман (яп. カルマン Каруман)

Сэйю — Кэндзи Нодзима
Агрессивный и недоверчивый член Сиф, в действительности глубоко заботящийся о своих товарищах по несчастью. Карман останавливает Моисея, когда тот пытается убить Кая, говоря, что таким путём они не смогут создать себе будущее, которое искали.
Карман погибает, пораженный стигматами, и выбирает самоубийство под солнечными лучами, которое они совершают одновременно с Моисеем в эпизоде 45.Несмотря на заботу о своих товарищах,Карман атакует Лулу оружием в одном из эпизодов.

В качестве оружия Карман использует копьё (яри).
- Елена (яп. イレーヌ Ирэну), тж. Елена

Сэйю — Мэгуми Тоёгути
Елена — самая тихая и робкая из Сиф. Несмотря на желание спастись и необходимость пить кровь, Елена в большинстве случаев держится в стороне от битвы, пока остальные сражаются или ищут жертву. Елена обладает способностью чувствовать местонахождение Саи (и, возможно, Дивы) вне зависимости от расстояния. Также она способна определить присутствие Шевалье, хотя, видимо, с меньшей точностью.
Оказавшись в Париже, Елена впервые получает возможность познакомиться с миром, и с удивлением рассматривает обстановку и людей. Она принимает решение перестать убивать людей ради крови, и потому становится слабее. Елена встречает бандитов в темном переулке, но из-за слабости или нежелания убивать, не может с ними справиться, и её спасает Кай. Она рассказывает Каю историю Сиф, и знакомство с ней становится первым шагом к взаимопониманию между Сиф, Саей и людьми в целом.
Елена погибает от Терниев, и, чтобы спасти её, остальные Сиф пытаются силой получить кровь Саи. Хотя Кай уговаривает Саю добровольно дать Елене немного своей крови, эта кровь в конечном итоге убивает её (Эпизод 29).

Елена носит широкий двулезвийный меч, хотя редко использует его, и неловко с ним обращается.
- Ги (яп. ギー Ги:)

Сэйю: Дзюн Фукуяма (яп. 福山潤 Фукуяма Дзюн)
Ги — Сиф со спокойным и мягким характером, ценитель прекрасного. Ему нравилось любоваться луной, и он вероятно, был ближе всех к Ирэн. Ги уже был поражен Терниями к моменту обнаружения Саи и Хадзи. Ему удалось пригвоздить Хадзи к дереву и выпить немного его крови, однако, оказалось, что кровь Шевалье не способна исцелить их от Терниев. Вскоре состояние Ги ухудшилось, и он остался, чтобы встретить смерть на рассвете в лучах солнца.

Ги использует индийский кинжал, катар.
- Лулу (яп. ルルゥ Руру)

Сэйю: Тива Сайто (яп. 斎藤千和 Сайто: Тива)
Лулу — самая маленькая из Сиф, у неё малиновые волосы, собранные в два хвоста, и большие выпуклые глаза. Лулу обратилась за помощью к Сае и Хадзи, когда Джеймс появился в убежище Сиф, чтобы их уничтожить. Лулу — последняя из Сиф, и с момента смерти Кармана и Моисея она живёт вместе с Саей и остальными. В этот период она проявляет себя как ребенок, и её любимым занятием становится просмотр мультфильмов по телевизору. Несмотря на её стремление помочь в финальной борьбе против Дивы и её Шевалье, остальные, в частности, Льюис, ограждают её от этого.
Лулу вероятно одна из слабейших Сиф, и все остальные, как Сиф, так и люди, стараются до последнего момента ограждать её от опасности, чтобы она выжила. Кроме того, у неё наиболее открытый и жизнерадостный характер, и из всех Сиф она больше всего хотела подружиться с Саей и её спутниками. В конце сериала Джулии удается продлить жизнь Лулу, и сдержать появление Терниев. В последнем эпизоде Лулу вместе со всеми приглашена в Оморо, где пьёт кровь, налитую в пустую упаковку от томатного сока.
В том, что из всех Сиф остается в живых именно Лулу, просматривается символичность, созвучная с заглавными темами сериала.

Оружие Лулу — топор.
- Дисмас (яп. ディスマス Дисумасу)

Сэйю: Наоми Вакабаяси (яп. 若林直美 Вакабаяси Наоми)
Дисмас была одной из двух Сиф, ворвавшихся в лабораторию Санк Флеш, чтобы проверить, годится ли кровь Хироптер в качестве лекарства от Терниев.
В дальнейшем они напали на Соломона, пытаясь получить кровь Шевалье, и оба были убиты им в эпизоде 20.
Дисмас и Гестас обладали похожей внешностью, возможно являясь близнецами.
В бою использовала топор-секач.

Дисмас — имя покаявшегося преступника, распятого справа от Христа.
- Гестас (яп. ゲスタス Гэстасу)

Сэйю: Хидэки Тасака (яп. 田坂秀樹 Тасака Хидэки)
Гестас один из двух Сиф, напавших на лабораторию Санк Флеш и позже на Соломона.
Внешне Гестас похож на Дисмас как брат-близнец.
Гестас — имя преступника, распятого слева от Христа и не покаявшегося.

В бою использовал нагината.
- Дарт (яп. ダーズ Да:дзу)

Сэйю: Тадахиса Сайдзэн (яп. 西前忠久 Сайдзэн Тадахиса)
Дарт — Сиф маленького роста, лысый; его глаза и внешность напоминают глаза и внешность Бато из Ghost in the Shell, созданный на той же студии Production I.G.

Во время схватки с Джеймсом, Дарт выбрасывает Лулу за пределы их убежища, чтобы она спаслась. К моменту возвращения Лулу с Саей и Хадзи Дарт уже убит солдатами Отряда Смерть по приказу Джеймса (Эпизод 35).В этом же эпизоде часто язвил насчёт надежды, о которой говорила Лулу и получал за это щелчки по голове от Гадрифа, хотя спас его, заслонив лицом его от атаки «мертвецов»

Дарт использовал булаву, или палицу.
- Гадриф (яп. グドリフ Гудорифу)

Сэйю: Кодзи Юса (яп. 遊佐浩二 Юса Ко:дзи)
Гадриф был смертельно ранен в том же сражении с солдатами Отряда Смерть, где был убит Дарт. Когда Лулу привела Саю и Хадзи и попыталась закрыть Гадрифа от надвигающегося солнца, он отказался, выбирая смерть (Эпизод 35).
Гадриф носил большие зеленые очки и использовал меч.
- Ян (яп. ヤーン Я:н)

Сэйю: Дзин Домон (яп. 土門仁 Домон Дзин)
Убит Саей в эпизоде 26. В качестве оружия использовал кирку.

## Второстепенные персонажи

### Окинава
- Каори Киндзё (яп. 金城香里 Киндзё: Каори)

Сэйю: Маи Кадоваки (яп. 門脇舞 Кадоваки Маи)
Серии: 3, 14, 15, 47, 48, 50
Каори одноклассница Сайи и её лучшая подруга. Каори посещает ту же спортивную секцию, что и Сайя, и не перестает восхищаться успехами своей подруги. Она не знает об истинной сущности и происхождении Сайи и показывает, что для неё это не имеет значения. Несмотря на неосведомленность, Каори одна из первых людей, которые пытаются убедить Сайю, что, какое бы бремя ей ни пришлось нести, она не одна. Каори узнает Сайю на фотографии отца Окамуры, датированные 1972 годом, и позднее узнает Рика, видя по телевизору объявление о концерте Дивы.
В последней серии Каори присутствует на вечеринке в Оморо, где сидит за одним столом с Джулией и Дэвидом.
- Като и Какимото (яп. カトウ・カキモト Като: Какимото)

Сэйю: Такаюки Сакадзумэ (яп. 坂詰貴之 Сакадзумэ Такаюки) — Като
```
Хироси Сирокума
 
(
яп.
 
白熊寛嗣
 
Сирокума Хироси
)
 — Какимото
```

Серии: 3, 14, 50
Като и Какимото — приятели Кая, они вместе со всеми устраивают барбекю на пляже, а также принимают участие в вечеринке в Оморо в последней серии.
Оба часто подшучивают над Каем по поводу его отношения к Сайе.
- Дзюнитиро Инаминэ (яп. 稲嶺純一郎 Инаминэ Дзюнитиро:)

Сэйю: Хадзимэ Иидзима (яп. 飯島肇 Иидзима Хадзимэ)
Учитель Сайи, дежуривший в Школе в ночную смену и убитый Рукокрылом в 1-й серии.
- Чарльз Хэтчер (яп. チャールズ・ハッチャー)

Возраст: 21 год
Серия: 2
Рядовой военно-морских сил США, обвиненный в совершении серии убийств.
- Форрест (яп. フォレスト)

Сэйю: Ё Китазава (яп. 北沢洋 Китазава Ё:)
Серии: 2, 3
«Плакса» Форрест — бывший солдат ВМФ США, пожелавший вернутья в США, хотя у него в Японии была девушка. Форрест превратился в Рукокрыла и напал на Сайю и Джорджа.
- Рэйми (яп. レイミ)

Сэйю: Эри Накао (яп. 中尾衣里 Накао Эри)
Рэйми девушка Форреста, работающая официанткой в баре на Окинаве. Она тайком встречалась с ним и была убита, когда Форрест превратился в Рукокрыла.
- Такэда (яп. 竹田)

Сэйю: Икуя Саваки (яп. 沢木郁也 Саваки Икуя)
Начальник Окамуры и редактор Рюкю Дейли Ньюз. Образ создан на основе реального существующего человека, Такеды Сэйдзи (яп. 竹田菁滋)
- Соримати (яп. 反町)

Сэйю: Дайсукэ Оно (яп. 小野大輔 Оно Дайсукэ)
Корреспондент крупной газеты Окинавы. Учился в одном университете с Окамурой, которого считает старшим товарищем.
- Профессор Мотохиса Сукэгава (яп. 助川寛久 Сукэгава Мотохиса)

Сэйю: Тамио Собами (яп. 側見民雄 Собами Тамио)
Профессор университета Наха, которому было поручено провести вскрытие тел жертв серийных убийств. Также Окамура обращался к нему с просьбой проанализировать состав вина Шато Дюэль.
- Кимура (яп. キムラ )

Серии: 4, 14
Кимура работает на отца Мао Дзяханы и, судя по всему, является её водителем и телохранителем. У него чёрная круглая борода и тонкие усы.
- Кёко (яп. キョウコ Кё:ко)

Подруга Сайи и Каори Киндзё. Каори рассказывает Сайе, что Кёко призналась в любви и начала встречаться с Ёнаминэ.
- Ёнамине (яп. ヨナミネ)

Встречается с Кёко, старше которой на три года.
- Ацути (яп. アツシ)

Одолжил Рику видеоигру. Упомянут в 6-й серии.

### Вьетнам
- Мин (яп. ミン)

Сэйю: Май Кадоваки (яп. 門脇舞 Кадоваки Маи)
Серии: 8-11
Ученица Лицея Санк Флеш, куда Сайя приезжает с заданием. Как и у большинства учениц Лицея, у Мин трудная семейная ситуация, где родственники борются за наследство. Мин становится подругой Сайи и её соседкой по комнате. Несмотря на то, что подруги считают Мин болтливой, она отзывчивая девушка, а её голубая мечта — поскорее выйти замуж и найти свою любовь. Мин кажется, что во всём Лицее только у неё и у Анны Мари нет поклонника, и расстраивается, когда ей кажется, что Сайя разговаривала по телефону со своим молодым человеком.

Мин одалживает Сайе платье для бала и мечтает познакомиться с её старшим братом.
- Мисс Ли (яп. Ms.リー Мидзу Ри:)

Сэйю: Миюки Итидзё (яп. 一城みゆ希 Итидзё: Миюки)
Серии: 8, 10
Строгая блюстительница порядка, учительница Лицея Санк Флеш и помощница его директора, Карла. Мисс Ли застает Сайю в туалете за разговором по мобильному телефону, предупреждает, что в Лицее это запрещено, и обещает в следующий раз изъять телефон. Мисс Ли имеет доступ в закрытые помещения на территории Лицея, хотя неизвестно, насколько хорошо она осведомлена о том, что там находится.
- Анна Мари (яп. アンナマリー)

Сэйю: Маюми Асано (яп. 浅野まゆみ Асано Маюми)
Серии: 8, 11
Одноклассница Мин и Сайи в Лицее Санк Флеш. Любимая ученица Мисс Ли, при случае готовая информировать свою учительницу о поведении других учениц. Надменная и высокомерная, популярная среди группы учениц.
Анна Мари ошибочно посчитала, что Соломон собирается пригласить её на танец, когда на самом деле он пригласил Сайю.
- Чен (яп. チェン), Бени (яп. ベニ), Алисон (яп. Арисон)

Сэйю: Идзуми Сато (яп. 佐藤泉美 Сато: Идзуми) — Чен

```
Токо Аояма
 
(
яп.
 
青山桐子
 
Аояма То:ко
)
 — Бени

Юкиэ Маэда
 
(
яп.
 
前田ゆきえ
 
Маэда Юкиэ
)
 — Алисон
```

Подруги Сайи в Лицее Санк Флеш, расспрашивали Сайю о жизни в Японии.
- Муи (яп. ムイ)

Сэйю: Риса Судзуки (яп. 鈴木里彩 Судзуки Риса)
Серии: 9, 12, 13
Девочка, с которой Рику познакомился во Вьетнаме. Муи — талантливая юная пианистка, которой из-за болезни отца пришлось оставить мечты учиться музыке во Франции. Позже сама Муи потеряла ногу, подорвавшись на противопехотной мине. Из-за своей инвалидности она не может помогать родителям и вынуждена жить вдалеке от них в приюте. Муи принимала лекарства, присланные под видом гуманитарной помощи. Сама того не подозревая, Муи стала подопытной в предварительном тестировании препарата Дельта 67. Под воздействием песни Дивы Муи наполовину трансформировалась в Хироптеру, и потеряла разум. Позже её вместе с другими увезли сотрудники Красного Щита, однако, неизвестно, смогли ли они вернуть её в норму. В последних кадрах с участием Муи можно увидеть как она перекладывает пальцы, будто играет на пианино.
- Клара (яп. クララ Курара)

Сэйю: Роми Паку (яп. 朴璐美 Паку Роми)
Серии: 12, 13
Клара — член Красного Щита, командир спецотряда, направленного во Вьетнам с задачей захватить контейнер с Дивой. В прошлом Клара работала в ЦРУ вместе с Льюисом. В первый раз Клара встретила Хироптер в Никарагуа, и по её собственным словам, с тех пор думала лишь о том, как уничтожить их.

Свой красный кристалл Клара носит в центре полевого компаса.
Клара получает смертельное ранение, когда Сайя, услышав песню Дивы, вновь теряет контроль над собой. Когда Сайя приходит в себя и понимает, что наделала, Клара успокаивает её. Она говорит Сайе, что если эта сила поможет Сайе уничтожить Хироптер, то Клара не жалеет, что ей придется погибнуть из-за неё.
Позже Клара взрывает себя гранатой вместе с детьми, превратившимися в чудовищ.

В Манге Клара погибает во время нападения Дивы на Красный Щит.
- Спенсер (яп. スペンサー Супэнсэ:)

Сэйю: Такуя Киримото (яп. 桐本琢也 Киримото Такуя)
Серии: 12, 13
Светловолосый мужчина с короткой стрижкой. Спенсер сотрудник Красного Щита и член спецотряда Клары. В 13-й серии убит детьми-Хироптерами, или, возможно, погиб от руки Сайи, когда та потеряла контроль над собой.

Красный кристалл Спенсера — остроконечная пуля, вставленная в гильзу.
- Маккой (яп. マッコイ)

Сэйю: Тэцу Инада (яп. 稲田徹 Инада Тэцу)
Серии: 12, 13
Темнокожий мужчина, лысый, носит бандану.
Красный кристалл Маккоя — округлая пуля, вставленная в гильзу. Убит детьми-Хироптерами в 13-й серии. Из четверых солдат спецотряда погиб первым, Хироптеры обезобразили его лицо.
- Роджерс (яп. ロジャース Родзя:су)

Сэйю: Такая Курода (яп. 黒田崇矢 Курода Такая)
Серии: 12, 13
Темнокожий мужчина в очках, с темными волосами. Роджерс погиб в 13-й серии, пытаясь спасти Маккоя. Кристалл так же — вставленная в гильзу пуля.

### Россия
- Елизавета (яп. エリザベータ Эридзабэ:та)

Сэйю: Рика Фуками (яп. 深見梨加 Фуками Рика)
Серии: 16, 18, 19
Сотрудница Красного Щита, которая встречала Сайю в России. По дороге в Екатеринбург она была убита Аншелем, который принял её облик. Её обнаженное тело было обнаружено неподалёку от путей Транссибирской магистрали. Красный кристалл вставлен в браслет.
- Тэд А. Адамс (яп. テッド・A・アダムズ Тэддо А Адамудзо)

Сэйю: Кэнъити Огата (яп. 緒方賢一 Огата Кэнъити)
Серии: 18, 19
Ученый-гематолог, работал во время войны в лаборатории во Вьетнаме с группой других ученых.
По официальной легенде они искали способ продлить срок хранения препаратов крови, но в действительности изучали кровь Дивы, из которой им впоследствии удалось выделить препарат Дельта 67. Там же он видел Диву.
Во время рождественской бомбардировки 1972 года всё было уничтожено, и Тэд вместе с несколькими коллегами бежал в Россию.
Получив письмо от своего коллеги, Филиппа Розенберга, Тэд отправляется в заброшенную лабораторию секретного города Свердловск-51, где заточен его сын Андрей, превратившийся в Хироптеру.
Тэд размещает взрывчатку по всему периметру здания, надеясь уничтожить его и похоронить Андрея под его обломками, но оказывается ранен собственным сыном. Дэвид, Льюис и Кай вытаскивают Тэда на поверхность, и, прежде чем умереть, он рассказывает им историю происхождения Дельта 67.
- Филипп Розенберг (яп. フィリップ・ローゼンバーグ Фириппу Родзэнба:гу)

Сэйю:  (яп. 松岡文雄)
Серия: 18
Один из ученых, бежавших вместе с Тэдом Адамсом из Вьетнама. Когда Дэвид, Льюис и Кай обнаруживают его, Розенберг уже тяжело больной старик. Он не может ответить на вопрос о местонахождении Тэда, но из его слов становится понятно, что он ощущает свою вину за то, что случилось с сыном Адамса, Андреем.
- Андрей (яп. アンドレイ Андорэй)

Сэйю: Тадахиса Сайдзэн (яп. 西前忠久 Сайдзэн Тадахиса)
Серия: 18
Сын Тэда Адамса. Бежав из Вьетнама, трое ученых во главе с Тэдом продолжили исследование Дельта 67 в России. По неизвестным причинам Андрей принимал Дельта 67 и стал Хироптерой. Когда исследования в России были остановлены, Андрея оставили в заброшеном здании лаборатории в Свердловске-51, большая часть его тела была скована бетонным кубом, подвешенным на цепях. Тэд Адамс приехал туда, чтобы в последний раз навестить сына и уничтожить здание вместе с ним, но каким-то образом Андрею удалось ранить отца и подпитать себя его кровью. Восстановив силы, он сумел выбраться из каменного куба и напал на группу Дэвида, когда те готовились покинуть здание. Дэвиду, Каю и Льюису удалось поджечь его и сбросить обратно в шахту подъемника, после чего они взорвали здание вместе с Андреем.
- Борис (яп. ヴォリス Борису)

Сэйю: Хиротакэ Нагата (яп. 永田博丈 Нагата Хиротакэ)
Третий ученый из группы исследователей лаборатории, бежавший из Вьетнама вместе с Тэдом и Филиппом. В 18-й серии Тэд впервые за 10 лет получает письмо, из которого выясняется, что Борис продолжает их исследования в Исландии. По предположению Тэда это письмо означает, что в Исландии происходит что-то чрезвычайное. Борис отправляется в Кирбет по предложению Аншеля, где занимается исследованиями в области генной инженерии. Борис — создатель Сиф. Покидая Кирбет, Сиф перебили персонал лаборатории, и спросили у Бориса, как им излечиться от Терниев. Борис намеренно ввел их в заблуждение, сказав, что лекарством от Терниев является кровь Сайи.
- Соня (яп. ソーニャ)

Сэйю: Каори Нацука (яп. 名塚佳織 Нацука Каори)
Девушка, которую Сайя и Хадзи встретили в России в начале XX века. Соня с отцом жила в Екатеринбурге, но из-за революции они были вынуждены переселиться в село Покровское. По словам Сони, исследования её отца казались другим людям богохульством и проделками дьявола.
В действительности в облике девушки, которую встретили Сайя и Хадзи, скрывался Григорий Распутин, Шевалье Дивы, а настоящая Соня, вероятно, была убита около 1915 года.
В Манге Blood+A есть изображение, где Соня находит раненого Распутина.
- Юрий (яп. ユーリ)

Отец Сони, ученый. Он жил неподалёку от села Покровское и занимался исследованиями по созданию искусственной жизни. Его обескровленное тело было найдено неподалёку от дома.

### Англия
- Грэй (яп. グレイ)

Сэйю: Такаюки Суго (яп. 菅生隆之 Суго: Такаюки)
Серии: 33, 34, 36-39
В прошлом Грэй воевал вместе с Джорджем во Вьетнаме. Был инструктором в армии США и учил Дэвида младшего ещё до того, как тот вошёл в Красный Щит.
Сейчас он ушёл на пенсию и в настоящее время живёт и ведет хозяйство в пригороде Лондона, где создал приют для сирот, которые живут у него, пока не появятся приемные родители, желающие взять детей. На его попечении Моник, Нахаби и Хавье. После уничтожения штаб-квартиры Красного Щита он приютил у себя Дэвида, Кая и Льюиса. После к ним присоединилась Сайя, Хадзи, а также Мао и Окамура.
- Моника (яп. モニーク)

Сэйю: Каори Нацука (яп. 名塚佳織 Нацука Каори)
Серии: 33-37, 39
Моника одна из сирот, живущих в приюте Грэя. Как старшая она помогает с работой по дому и следит за младшими — Нахаби и Хавии.
- Нахаби (яп. ナハビ)

Сэйю: Рика Моринага (яп. 森永理科 Моринага Рика)
Серии: 33-37, 39
Мальчик-сирота, живущий в приюте Грэя вместе с Хавией и Моникой.
- Хавия (яп. ハヴィア)

Сэйю: Май Кадоваки (яп. 門脇舞 Кадоваки Маи)
Серии: 33-37, 39
Девочка-сирота, живущая в приюте Грэя вместе с Нахаби и Моники. Во время пребывания в приюте Сайи и Хадзи у Хавия был день рождения, где Сайя сделала ей подарок — плюшевого медведя.

### Америка
- Грант (яп. グラント)

Сэйю: Тадахиса Сайдзэн (яп. 西前忠久 Сайдзэн Тадахиса)
Советник Безопасности США, имевший договоренности с Аншелем по поводу поставки оружия (Отряд Смерть). Испугавшись огласки, Грант организует покушение на Аншеля, не зная, что тот в действительности Шевалье. В 49-й серии вместе со своей охраной спасаясь из здания Метрополитан Опера, оставляет Ван Арджено пистолет для самозащиты от Хироптер, мотивируя это тем, что Ван — не американский гражданин, и они не обязаны его спасать. Образ очевидно создан на основе фигуры Дональда Рамсфелда.
- Брэд (яп. ブレッド)

Сэйю: Минако Итики (яп. 一木美名子 Итики Минако)
Чернокожая женщина-политик из администрации США. Вместе с секретарем Грантом присутствовала на демонстрации способностей Отряда Смерть. На концерте Дивы внезапно превращается в Хироптеру. Дальнейшая судьба не известна, но вероятно погибла вместе с остальными Хироптерами после смерти Дивы и последовавшего за ней взрыва здания Метрополитен Опера.
Образ создан на основе фигуры Кондолизы Райс.